# Matthew McFarlane

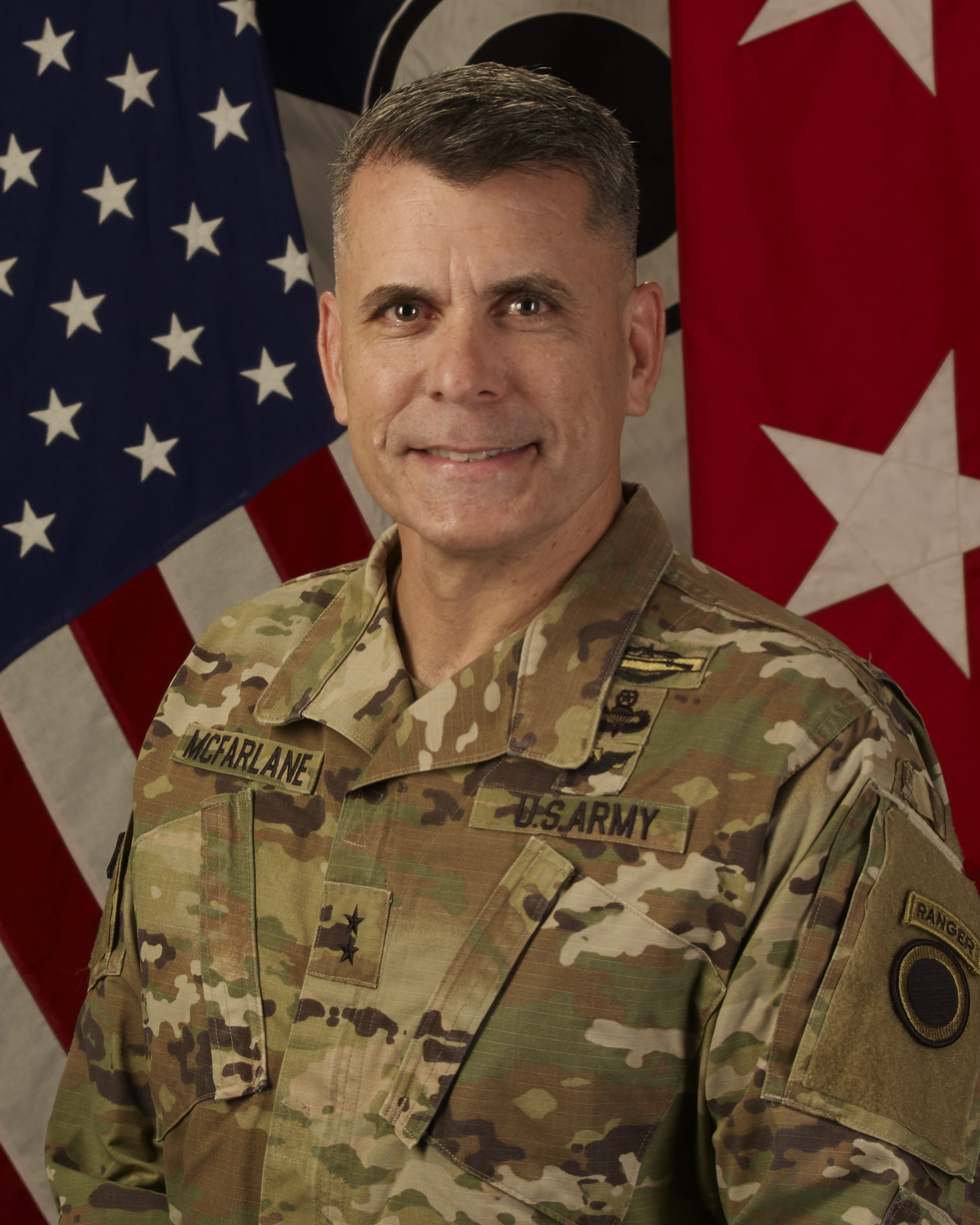
Matthew W. McFarlane (2023)

Matthew W. McFarlane (* um 1970) ist ein Generalleutnant der United States Army. Er war unter anderem Kommandeur der 4. Infanteriedivision. Am 25. Oktober 2024 wurde er als Nachfolger von Xavier T. Brunson Kommandeur des I. Corps.
McFarlane stammt aus Burke in Virginia. Über das ROTC-Programm der James Madison University in Harrisonburg in Virginia gelangte er im Jahr 1992 in das Offizierskorps des US-Heeres. Dort wurde er als Leutnant der Infanterie zugeteilt. In der Armee durchlief er anschließend alle Offiziersränge vom Leutnant bis zum Zwei-Sterne-General.
Im Lauf seiner militärischen Karriere absolvierte Matthew McFarlane verschiedene Kurse und Schulungen. Dazu gehörten unter anderem das National War College. Außerdem erhielt er akademische Grade von der Webster University und der Georgetown University.
In seinen jüngeren Jahren absolvierte er den für Offiziere in den niederen Rangstufen üblichen Dienst in verschiedenen Einheiten und Standorten. Dazu gehörten auch Aufgaben als Stabsoffizier in verschiedenen Hauptquartieren. Im weiteren Verlauf seiner Karriere kommandierte er militärische Einheiten auf fast allen Ebenen bis zum Divisionskommandeur. Im Kosovo, im  Irak und in Afghanistan war er an Kampfhandlungen beteiligt.
McFarlane war unter anderem Leiter der Stabsabteilung G3 für Operationen bei der 82. Luftlandedivision. Am 2. September 2017 erreichte er mit seiner Beförderung zum Brigadegeneral die Generalsränge. Gleichzeitig wurde er ins Verteidigungsministerium der Vereinigten Staaten versetzt. Dort war er zwischen Juli 2017 und Juli 2019 als Senior Military Assistant to Deputy Secretary of Defense Mitglied im erweiterten Stab dieses Ministeriums.
Daran schloss sich eine Versetzung nach Fort Carson in Colorado an, wo er das Kommando über die 4. Infanteriedivision übernahm. In dieser Funktion löste er Randy A. George ab. Dieses Kommando hatte er bis zum 19. August 2021 inne als David Hodne seine Nachfolge antrat. In seine Zeit als Divisionskommandeur fiel am 2. Juli 2020 seine Beförderung zum Generalmajor.
Danach wurde Matthew McFarlane zum Fort Shafter auf Hawaii versetzt. Dort war er zwischen August 2021 und Juli 2022 stellvertretender Kommandeur der United States Army Pacific. Danach wurde er zum Kommandeur der Combined Joint Task Force – Operation Inherent Resolve ernannt und in den Irak versetzt. Dieses Amt bekleidete er zwischen September 2022 und August 2023. Daran schloss sich eine Versetzung zum Fort Lewis im Bundesstaat Washington an, wo er im September 2023 das Amt des stellvertretenden Kommandeurs des I. Korps übernahm. Diese Stelle behielt er bis zum 25. Oktober 2024, als er regulärer Kommandeur dieses Korps wurde.

## Orden und Auszeichnungen
Matthew McFarlane erhielt im Lauf seiner militärischen Laufbahn unter anderem folgende Auszeichnungen:
- Defense Distinguished Service Medal
- Army Distinguished Service Medal
- Legion of Merit
- Bronze Star Medal